# مارتن لي (مغني)
مارتن لي (بالإنجليزية: Martin Lee)‏ هو مغني بريطاني، ولد في 26 نوفمبر 1949 في إنجلترا في المملكة المتحدة.

## وصلات خارجية
- مارتن لي على موقع IMDb (الإنجليزية)
- مارتن لي على موقع ميوزك برينز (الإنجليزية)
- مارتن لي على موقع أول ميوزيك (الإنجليزية)
- مارتن لي على موقع ديسكوغز (الإنجليزية)